# Sophus Wilhelm Vandall Pfaff
Sophus Wilhelm Vandall Pfaff (26. april 1827 i Slagelse – 16. januar 1903 i København) var en dansk officer.
Pfaff var en søn af Erik Pfaff, oberst og chef for 6. Dragonregiment, og Agathe Johanne f. Faber. Han var landkadet, da han i april 1848 udnævntes til sekondløjtnant med aldersorden fra 1847 og blev ansat ved 11. bataljon, hvormed han deltog i slaget ved Slesvig, kampene ved Nybøl og Dybbøl, året efter i fægtningerne ved Kolding og Gudsø samt i slaget ved Fredericia, 1850 i slaget ved Isted og kampen ved Stenten Mølle, idet han 1849 var blevet premierløjtnant. I 1853-54 foretog han på egen bekostning en rejse på 8 måneder til forskellige stater i Europa og fik 1859 tilladelse til at gennemgå normalskydeskolen i Vincennes, hvorfra han medbragte de bedste vidnesbyrd, så at han samme år blev ansat ved Håndvåbenafdelingen under det kongl. artilleri. I en række af år var han nu virksom på våbenvæsenets område og sendtes i 1862 til England og Frankrig for at overvære forskellige geværforsøg. Han medvirkede også ved rejsningen af skyttesagen i 1861 og var i en årrække formand for forretningsudvalget for centralkomiteen for skytteforeninger, efter at kaptajn Valdemar Mønster havde fratrådt denne stilling. I Dansk Maanedsskrift 1861 har han skrevet en afhandling om Det engelske Riffelselskab og i Tidsskrift for Krigsvæsen 1862-68 flere andre afhandlinger, af hvilke Tilbageblik paa Armeens Bevæbning i 1863 har en vis historisk interesse.
Under krigen 1864, i hvilket år han forfremmedes til kaptajn, var han ansat ved Armeens artilleri og forestod håndvåbenafdelingen. I 1865 blev Pfaff udkommanderet til England og Frankrig for at undersøge håndvåbenspørgsmaalets standpunkt og 1867 i samme øjemed til flere andre stater, hvorefter Remingtonriffelen indførtes i vor hær, medens han derpå med iver arbejdede på oprettelsen af en skydeskole ved Fodfolket, for hvilken han blev chef 1869. Skolen havde både at oplære befalingsmændene i brugen af det nye våben og ved prøver og forsøg at holde skridt med håndvåbnenes udvikling. Udnævnt til oberst i 1879 blev han et halvt år senere chef for 3. og i 1884 for 13. bataljon samt året efter souskommandant i København; 1882 overværede han manøvrerne ved det 2. franske Armékorps. I 1886 blev han chef for 2. regiment og kommandant på Kronborg samt Kommandør af Dannebrog (2. grad), og det overdroges ham, der i 1881, 1882, 1888 og 1890 havde været medlem af forskellige våbenkommissioner, i sidstnævnte år at lede prøverne med gevær af model 1889 ved 2. regiment.
I 1891 udnævntes Pfaff til generalmajor og chef for 2. jyske brigade, benådedes 1893 med Kommandørkorset af 1. grad af Dannebrog og blev 1895 chef for 2. sjællandske Brigade; året efter attacheredes han kejser Nikolaj 2. af Rusland under dennes ophold her ved hoffet. På grund af alder afskedigedes han i 1897 af krigstjenesten.
Pfaff blev 28. maj 1852 gift med Marcelline Dorothea Weile, datter af vinhandler og borgerrepræsentant P. Weile i Aalborg. Han er begravet på Garnisons Kirkegård.